# Ferney La Vallée

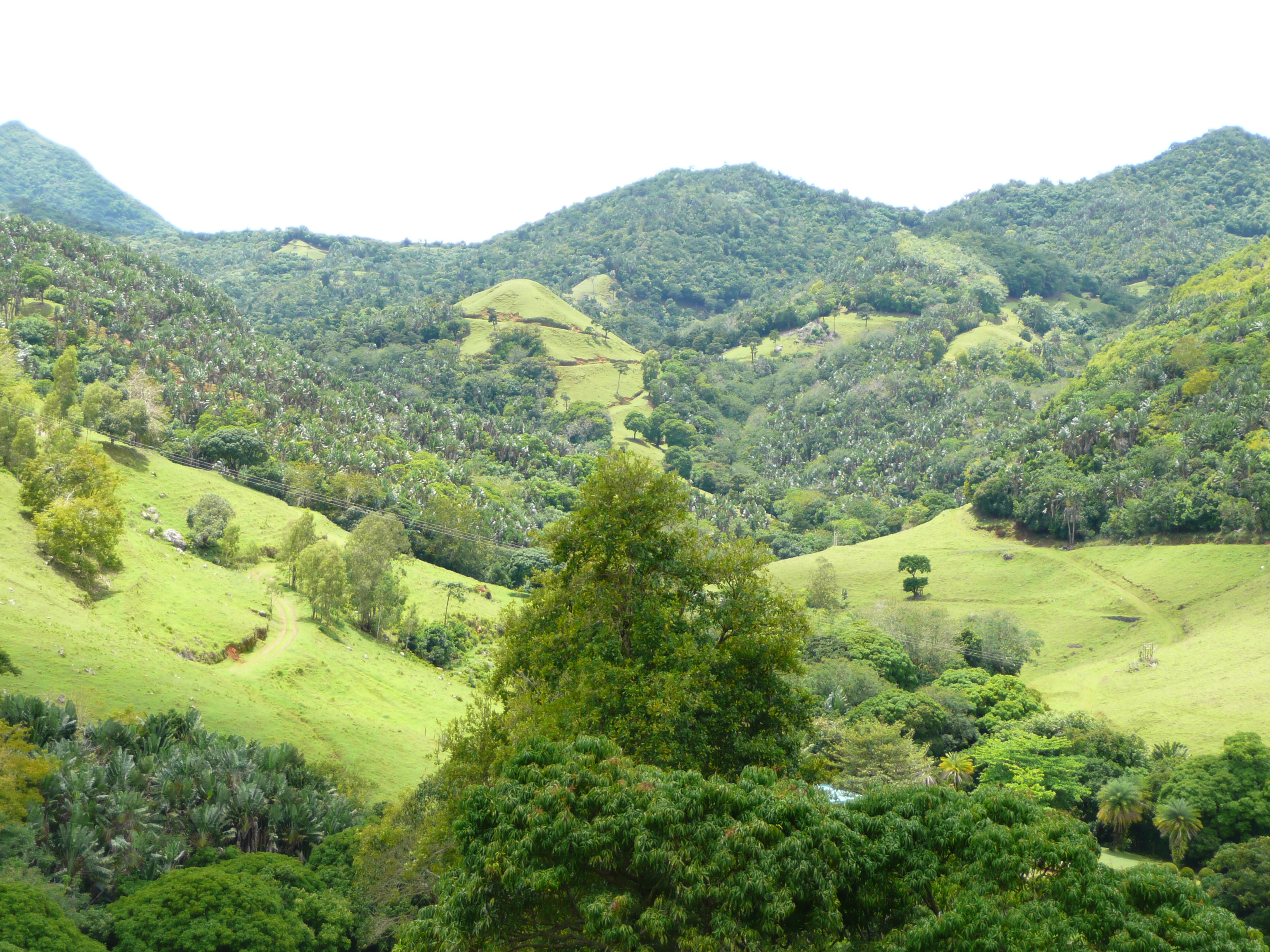
Vue de Ferney La Vallée.

Ferney La Vallée est une vallée de la république de Maurice située sur son île principale, l'île Maurice. Elle est protégée par une réserve naturelle de 200 ha inaugurée par le premier ministre Navin Ramgoolam le 2 août 2008 et gérée depuis lors par le groupe CIEL.
On y trouve des essences rares comme le Bois clou (Eugenia bojeri), un arbre de la famille des Myrtaceae.